# 單棘魨
單棘魨（学名：Monacanthus chinensis），又名中華單角魨、中華角鈍、剝皮魚，为輻鰭魚綱魨形目單棘魨科單棘魨屬下的一个种，分布于印度-西太平洋海域沿海，深度5至50公尺。

## 特徵
本魚體呈菱形且側扁，體高，口稍上位，體色會根據其環境而變化，在貽貝床上游泳時呈現深色，在沙質海底上方呈現奶油色或棕褐色，上有不規則的暗色小點，有時它們會集結成塊或斜帶。尾鰭末緣圓，其上緣的軟條會延長成絲狀又宛如一「S」形，腹鰭膜極大，且向後延伸遠超過特化鱗，收縮時特化鱗未達肛門，體鱗大，體側各鱗在中心有一強棘，有時在基部尚有小棘，在尾柄中軸不上下方有自基底向頭部方向生長的逆棘4-6枚。背鰭軟條與臀鰭透明，具黑細線形成的網紋；臀鰭基部前後各有一斑。背鰭硬棘2枚、背鰭軟條28-34枚、臀鰭軟條27-34枚，體長可達38公分。

## 生態
本魚棲息在淺海的沙地，或岩礁與沙地相鄰的地區，日行性，屬雜食性，以底棲性無脊椎動物、藻類或小魚等為食。

## 經濟利用
為可愛的觀賞魚，也可食用，食用時剝皮切片鹽醃燒烤。